# Biserica de lemn din Copăceni, Cluj

Fosta biserică de lemn din Copăceni,
județul Cluj

Biserica de lemn din Copăceni, comuna Săndulești, județul Cluj a fost construită în anul 1738 . Biserica a fost demolată.

## Istoric și trăsături
Biserica, de dimensiuni modeste era făcută din grinzi de brad, bine netezite, tălpile bisericii fiind din stejar. Turnul, mic și fără un aspect estetic deosebit nu a suferit modificări în 1884 când biserica a fost micșorată. Tot atunci s-au executat și ultimele lucrări de reparație .
Biserica avea o ușă pe partea de sud, lățimea bisericii fiind de 6 m, lungimea, cu tot cu altar de aproximativ 11,5 m iar înălțimea totală ajungea spre 13-13,5 m .
Biserica avea un singur clopot, la data vizitării bisericii de către Atanasie Popa (august 1930), acesta fiind crăpat. Pe clopot se putea citi anul 1777, probabil anul în care acesta a fost turnat .